# Liste des citoyens d'honneur de la Ville de Timișoara
Pour les articles homonymes, voir Citoyen d'honneur.
Cet article est une liste des personnalités que la municipalité de Timișoara, en leur remettant les « clefs de la ville », a élevées au rang de « citoyens d'honneur de la Ville de Timișoara».
| Personnalité      | Pays     | Autorité          | Statut  | Date            |
| ----------------- | -------- | ----------------- | ------- | --------------- |
| Paul Goma         | Roumanie | Gheorghe Ciuhandu | Adopté  | 30 janvier 2007 |
| Jean Parigi       | France   |                   | Adopté  |                 |
| Ștefan Popa-Popas | Roumanie |                   | Discuté |                 |